# Papststein
Papststein je stolová hora nacházející se ve východní části Německa, poblíž hranic s Českou republikou, v levobřežní části Saského Švýcarska ve spolkové zemi Sasko na území obce Gohrisch. Nachází se na území Chráněné krajinné oblasti Saské Švýcarsko.

## Horolezectví
V oblasti Papststeinu, který je jednou z mnoha vyhledávaných horolezeckých lokalit v oblasti Saského Švýcarska, je vyznačeno na 120 lezeckých cest. Jako první by již v roce 1880 zlezen pískovcový skalní masív Große Hunskirche, v roce 1893 pak Kleine Hunskirche a Papst. Na 35 metrů vysoké skalní věži Große Hunskirche je celkem 34 lezeckých cest od III. stupně obtížnosti až po stupeň IXc.

## Galerie

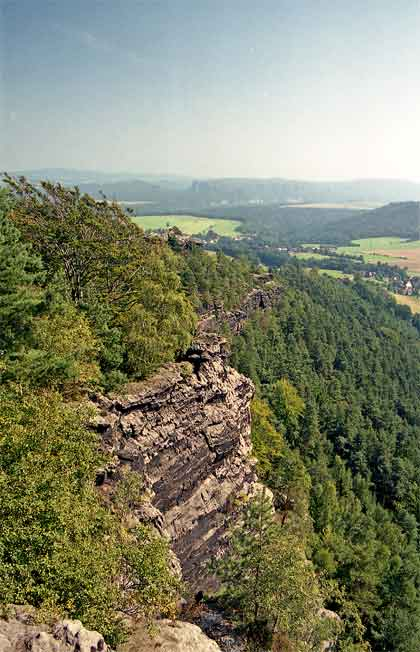
Skály na úbočí Papststeinu z vrcholové vyhlídky
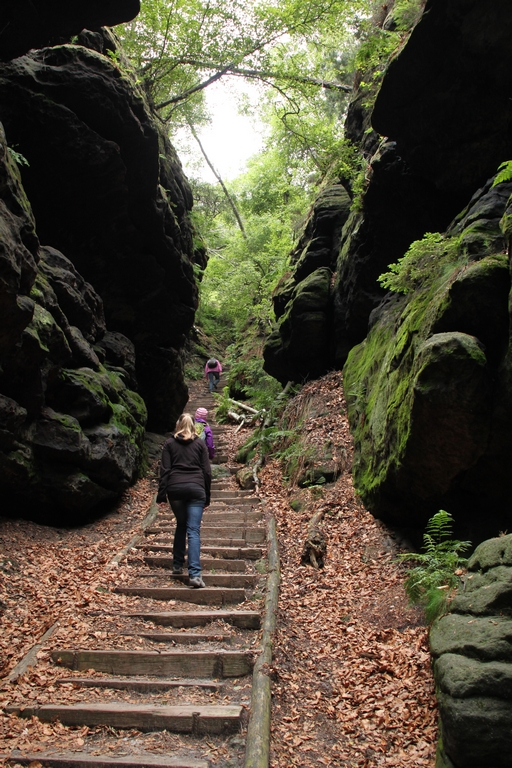
Turistická cesta na Papststein
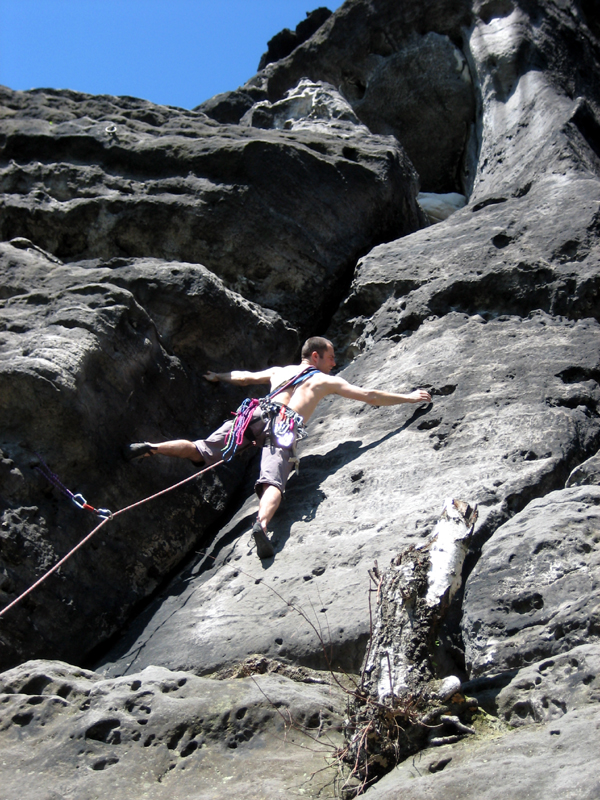
Horolezecký výstup na Papst
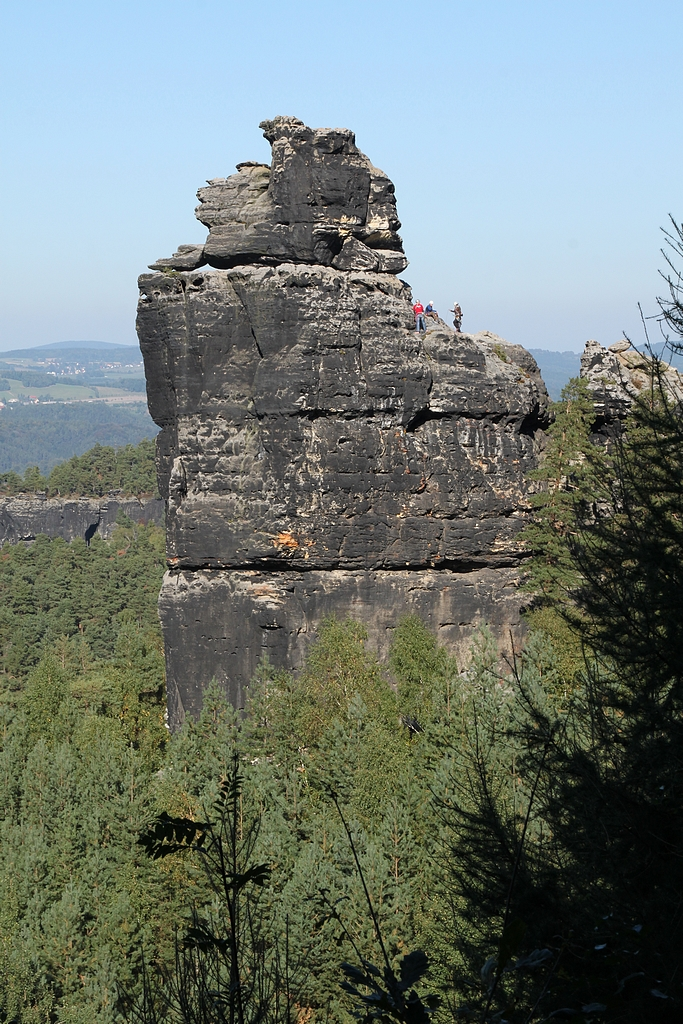
Horlezci na Große Hunskirche